# Droga międzynarodowa T12
Droga międzynarodowa T12 – byłe oznaczenie drogi, prowadzącej z Łasku przez Piotrków Trybunalski, Sulejów, Opoczno, Radom, Zwoleń, Puławy, Kurów, Lublin, Świdnik, Piaski i Chełm do Dorohuska.
Droga T12 stanowiła bezpośrednie połączenie drogi międzynarodowej E12 w środkowej części kraju z trasami E16 i E82 w Piotrkowie, E7 w Radomiu oraz E81 na Lubelszczyźnie. Arteria kończyła się na ówczesnej granicy polsko-radzieckiej bez możliwości przekroczenia jej.
Wcześniej stanowiła kilka dróg państwowych:
- nr 29 na odcinku Łask – Radom,
- nr 28 na odcinku Radom – Kurów,
- nr 25 na odcinku Piaski – Dorohusk.

Numer T12 nadano w latach 60., zaś zlikwidowano w lutym 1986 roku, w wyniku reformy sieci drogowej. Dawna arteria otrzymała oznaczenia:
| drogi krajowej nr 44                     | na odc. Łask – Piotrków Trybunalski – Radom – Puławy – Kurów |
| (wspólny przebieg z drogą krajową nr 17) | na odc. Kurów – Lublin – Piaski                              |
| drogi krajowej nr 82                     | na odc. Piaski – Chełm – Dorohusk (granica państwa)          |

Obecnie droga między Piotrkowem Trybunalskim a granicą polsko-ukraińską znajduje się w ciągu drogi krajowej nr 12, zaś z Łasku do Piotrkowa w ciągu drogi wojewódzkiej nr 473.

## Historyczny przebieg T12
- województwo sieradzkie
  - Łask  E12
- województwo piotrkowskie
  - Wadlew
  - Piotrków Trybunalski  16  E16   36  E16   16  E82 
  - Sulejów  125 
  - Opoczno
- województwo radomskie
  - Przysucha
  - Radom  15  E7   30 
  - Zwoleń
- województwo lubelskie
  - Puławy
  - Kurów  14  E81 
  - odcinek Kurów – Piaski wspólny z 14 E81
- województwo lubelskie
  - Lublin  24   26 
  - Świdnik
  - Piaski  14  E81 
  - Biskupice
- województwo chełmskie
  - Chełm
  - Dorohusk – granica państwa; brak przejścia granicznego